# Turó de la Roureda (Tagamanent)
El Turó de la Roureda és una muntanya de 621 metres que es troba al municipi de Tagamanent, a la comarca del Vallès Oriental.